# Relativierung (Mengenlehre)
Im mathematischen Gebiet der Mengenlehre bedeutet Relativierung, dass man mengentheoretische Aussagen in Bezug auf eine Eigenschaft, die die insgesamt betrachteten Mengen einschränkt, betrachtet. Derartige Relativierungen spielen eine wichtige Rolle in der Modelltheorie der Mengenlehre.

## Definitionen
Wir betrachten in diesem Kapitel die Mengenlehre in der Sprache der Zermelo-Fraenkel-Mengenlehre (kurz ZF), diese besteht aus {\displaystyle \in } für die Elementbeziehung, der Gleichheit {\displaystyle =} von Mengen und den üblichen logischen Symbolen {\displaystyle \neg ,\land ,\lor ,\rightarrow ,\leftrightarrow ,\exists ,\forall } sowie Variablen {\displaystyle x,y,z,\ldots } für Mengen. Die daraus korrekt gebildeten Formeln bzw. Aussagen sind Untersuchungsgegenstand der Mengenlehre. Alle anderen Symbole der Mengenlehre sind darauf aufbauend definierbar, so zum Beispiel die Teilmengenbeziehung
{\displaystyle x\subset y\,:\Leftrightarrow \,\forall z\,(z\in x\rightarrow z\in y)}
Ferner sei ein Prädikat {\displaystyle P} gegeben, das heißt eine mengentheoretische Aussage mit einer freien Variablen. Ist {\displaystyle x} eine Menge, so kann man diese an die Stelle der freien Variablen setzen, und wir schreiben einfach {\displaystyle Px}, wenn daraus eine auf {\displaystyle x} zutreffende Aussage entsteht. Ein einfaches und zugleich wichtiges Beispiel ist das Prädikat {\displaystyle z\in W}, wobei {\displaystyle W} eine gegebene Klasse oder Menge und {\displaystyle z} die freie Variable ist. In diesem Fall bedeutet {\displaystyle Px} einfach, dass {\displaystyle x} ein Element von {\displaystyle W} ist.
Wir wollen nun mengentheoretische Formeln {\displaystyle \varphi } bzgl. {\displaystyle P} relativieren, das heißt auf alle {\displaystyle x} mit {\displaystyle Px} einschränken, indem wir zu einer Formel {\displaystyle [\varphi ]^{P}} übergehen, die genau diese Einschränkung vornimmt und die {\displaystyle P}-Relativierung von {\displaystyle \varphi } heißt. Wir definieren {\displaystyle [\varphi ]^{P}} wie folgt über den Aufbau der Formel {\displaystyle \varphi } aus oben genannten Symbolen:
{\displaystyle [x\in y]^{P}\,:=\,x\in y}
{\displaystyle [x=y]^{P}\,:=\,x=y}
{\displaystyle [\neg \varphi ]^{P}\,:=\,\neg [\varphi ]^{P}}
{\displaystyle [\varphi \land \psi ]^{P}\,:=\,[\varphi ]^{P}\land [\psi ]^{P}}
{\displaystyle [\varphi \lor \psi ]^{P}\,:=\,[\varphi ]^{P}\lor [\psi ]^{P}}
{\displaystyle [\varphi \rightarrow \psi ]^{P}\,:=\,[\varphi ]^{P}\rightarrow [\psi ]^{P}}
{\displaystyle [\varphi \leftrightarrow \psi ]^{P}\,:=\,[\varphi ]^{P}\leftrightarrow [\psi ]^{P}}
{\displaystyle [\forall x\,\varphi ]^{P}\,:=\,\forall x(Px\rightarrow [\varphi ]^{P})}
{\displaystyle [\exists x\,\varphi ]^{P}\,:=\,\exists x(Px\land [\varphi ]^{P})}
Dabei sind {\displaystyle \varphi } und {\displaystyle \psi } mengentheoretische Formeln, die auch Parameter, das heißt weitere freie Variablen, enthalten dürfen. So sind die letzten beiden Definitionen nur für solche {\displaystyle \varphi } sinnvoll, die {\displaystyle x} als freie Variable enthalten (sollte {\displaystyle x} in {\displaystyle \varphi } auch als gebundene Variable auftreten, so ist diese entsprechend umzubenennen, diese übliche Vereinbarung wird hier stillschweigend angenommen).
Wie obige Definition zeigt, sind nur die Quantoren {\displaystyle \forall } und {\displaystyle \exists } von der {\displaystyle P}-Relativierung betroffen, was der intuitiven Vorstellung einer Einschränkung auf {\displaystyle P} entgegenkommt.

## Beispiel
Als Prädikat {\displaystyle P} nehmen wir {\displaystyle x\in W}, also die Zugehörigkeit zu einer Klasse {\displaystyle W}.
Wir wollen die {\displaystyle P}-Relativierung auf die Formel
{\displaystyle \varphi \,=\,\forall y(y\not =z\rightarrow \exists x(x\in y))}
anwenden.
Dies ist übrigens eine im ZF-Mengenuniversum wahre Aussage, wenn man für den Parameter {\displaystyle z} die leere Menge nimmt, denn es wird dann ausgesagt, dass jede von der leeren Menge verschiedene Menge ein Element enthält, aber das spielt für die folgende Relativierung keine Rolle. Das {\displaystyle y\not =z} ist natürlich als {\displaystyle \neg y=z} zu übersetzen. Als erstes müssen wir die Regel für den Allquantor anwenden und erhalten
{\displaystyle \varphi ^{P}\,=\,\forall y(y\in W\rightarrow (\neg y=z\rightarrow \exists x(x\in y))^{P})}
Auf den noch zu relativierenden Teil der Formel wird nun die Regel für {\displaystyle \rightarrow } angewendet:
{\displaystyle \varphi ^{P}\,=\,\forall y(y\in W\rightarrow ((\neg y=z)^{P}\rightarrow (\exists x(x\in y))^{P}))}
Nun haben wir noch zwei zu relativierende Formelteile. Der linke Teil bereitet wegen der {\displaystyle \neg }-Regel keine Schwierigkeiten, der rechte Teil enthält wieder einen Quantor und ist entsprechend zu behandeln:
{\displaystyle \varphi ^{P}\,=\,\forall y(y\in W\rightarrow (\neg y=z\rightarrow \exists x(x\in W\land (x\in y)^{P})))}
und in einem letzten Schritt erhalten wir
{\displaystyle \varphi ^{P}\,=\,\forall y(y\in W\rightarrow (\neg y=z\rightarrow \exists x(x\in W\land x\in y)))}
Abhängig von {\displaystyle W} muss diese Aussage nicht mehr wahr sein, selbst wenn man {\displaystyle z=\emptyset } wählt, denn die relativierte Aussage behauptet, dass jedes von {\displaystyle z} verschiedene Element aus {\displaystyle W} ein Element aus {\displaystyle W} enthält, und das hängt natürlich von {\displaystyle W} ab.

## Mengentheoretische Symbole
Um auch Formeln relativieren zu können, die neben den oben genannten Symbolen auch sogenannte definierte Symbole wie Teilmenge {\displaystyle \subset }, kartesisches Produkt {\displaystyle \times }, Durchschnitt {\displaystyle \cap } und so weiter enthalten, muss man zunächst die Rückübersetzung in die Symbole der oben festgelegten Sprache vornehmen und dann relativieren. Dadurch lässt sich der Begriff {\displaystyle P}-Relativierung auch auf solche Formeln ausdehnen, zum Beispiel
{\displaystyle {\begin{aligned}[][x\subset y]^{P}&=[\forall (z\in x\rightarrow z\in y)]^{P}\\&=\forall z(Pz\rightarrow (z\in x\rightarrow z\in y))\\&=\forall z((Pz\land z\in x)\rightarrow z\in y),\end{aligned}}}
wobei die letzte Gleichheit eine rein logische Umformung ist. Auch dieses Beispiel zeigt, dass sich Aussagen, wie hier eine Teilmengenbeziehung, bei Relativierungen durchaus ändern können. Ein weiteres Beispiel ist
{\displaystyle {\begin{aligned}[][x=\emptyset ]^{P}&=[\forall z(\neg z\in x))]^{P}\\&=\forall z(Pz\rightarrow (\neg z\in x))\\\end{aligned}}}
Ist zum Beispiel {\displaystyle W=\{\emptyset ,\{\{\emptyset \}\}\}}, {\displaystyle P} das Prädikat {\displaystyle x\in W} und setzt man {\displaystyle z=\{\{\emptyset \}\}}, so sind die Aussagen {\displaystyle z\subset \emptyset } und {\displaystyle z=\emptyset } im ZF-Mengenuniversum falsch, die {\displaystyle P}-Relativierungen hingegen sind wahr, denn {\displaystyle z} enthält keine Elemente, auf die das Prädikat {\displaystyle P} zutrifft.

## Absolutheit
Wir haben gesehen, dass sich der Wahrheitswert einer Aussage durchaus ändern kann, wenn man zu einer {\displaystyle P}-Relativierung übergeht. Aussagen, bei denen das nicht der Fall ist, heißen {\displaystyle P}-absolut. Ist {\displaystyle \varphi } eine Aussage mit Parametern {\displaystyle x_{1},\ldots ,x_{n}} (und keinen weiteren), so sagt man
{\displaystyle \varphi =\varphi (x_{1},\ldots ,x_{n})} ist {\displaystyle P}-absolut, falls
{\displaystyle \forall x_{1},\ldots ,x_{n}:(Px_{1}\land \ldots \land Px_{n}\rightarrow (\varphi (x_{1},\ldots ,x_{n})^{P}\leftrightarrow \varphi (x_{1},\ldots ,x_{n})))}
das heißt, der Wahrheitswert der Aussage {\displaystyle \varphi =\varphi (x_{1},\ldots ,x_{n})} bleibt bei {\displaystyle P}-Relativierung für alle Parameter {\displaystyle x_{1},\ldots ,x_{n}}, die dem Prädikat {\displaystyle P} genügen, erhalten. Entsprechend heißt ein Satz, das heißt eine Aussage {\displaystyle \varphi } ohne Parameter, {\displaystyle P}-absolut, wenn {\displaystyle [\varphi ]^{P}\leftrightarrow \varphi }.
Für „{\displaystyle \varphi } ist {\displaystyle P}-absolut“ sagt man auch „{\displaystyle P} spiegelt {\displaystyle \varphi }“. Ein wichtiger Satz ist das sogenannte Reflexionsprinzip, nach dem jede Aussage bereits durch eine Stufe {\displaystyle V_{\alpha }} der Von-Neumann-Hierarchie gespiegelt wird, wobei hier natürlich das Prädikat „{\displaystyle z\in V_{\alpha }}“ gemeint ist.
Eine Formel heißt aufwärts absolut für eine Menge {\displaystyle P}, falls
{\displaystyle \forall x_{1},\ldots ,x_{n}:(Px_{1}\land \ldots \land Px_{n}\rightarrow (\varphi (x_{1},\ldots ,x_{n})^{P}\rightarrow \varphi (x_{1},\ldots ,x_{n})))}
und abwärts absolut, falls die umgekehrte Implikation
{\displaystyle \forall x_{1},\ldots ,x_{n}:(Px_{1}\land \ldots \land Px_{n}\rightarrow (\varphi (x_{1},\ldots ,x_{n})\rightarrow \varphi (x_{1},\ldots ,x_{n})^{P}))}
gilt. Offenbar ist eine Formel genau dann absolut für eine Menge, wenn sie zugleich aufwärts und abwärts absolut ist.

## Transitive Prädikate
Eine Klasse {\displaystyle P} heißt transitiv, falls für alle {\displaystyle x\in y\in P} auch {\displaystyle x\in P}. Die Stufen der Von-Neumann-Hierarchie sind Beispiele transitiver Mengen.
Für transitive Klassen {\displaystyle P} lassen sich weitere Absolutheitsaussgen beweisen.
Die {\displaystyle \Delta _{0}}-Formeln in der Levy-Hierarchie sind alle mengentheoretischen Formeln (der oben festgelegten Sprache), die durch folgende Regeln gebildet werden können
- Jede Formel ohne Quantoren ist eine {\displaystyle \Delta _{0}}-Formel
- Sind {\displaystyle \varphi } und {\displaystyle \psi } {\displaystyle \Delta _{0}}-Formeln, so auch {\displaystyle \neg \varphi ,\varphi \land \psi ,\varphi \lor \psi ,\varphi \rightarrow \psi } und {\displaystyle \varphi \leftrightarrow \psi }.
- Ist {\displaystyle \varphi } eine {\displaystyle \Delta _{0}}-Formel, so auch {\displaystyle \forall x(x\in y\rightarrow \varphi )} und {\displaystyle \exists x(x\in y\land \varphi )}.

Mit diesen Begriffsbildungen gilt folgender Satz:
- Ein transitives Prädikat spiegelt jede {\displaystyle \Delta _{0}}-Formel.

Beispiele solcher {\displaystyle \Delta _{0}}-Formeln sind
- {\displaystyle x\subset y}, das heißt {\displaystyle \forall z(z\in x\rightarrow z\in y)}
- {\displaystyle x=\emptyset }, das heißt {\displaystyle \neg \exists z\,(z\in x)}
- {\displaystyle x} ist Nachfolger von {\displaystyle y}, das heißt {\displaystyle x=y\cup \{y\}} bzw. {\displaystyle \forall z\,(z\in x\leftrightarrow (z\in y\lor z=y))}

Derartige Aussagen sind also {\displaystyle P}-absolut für jede transitive Klasse {\displaystyle P}. Man kann zeigen, dass Aussagen der Art „{\displaystyle x} ist Potenzmenge von {\displaystyle y}“ oder „{\displaystyle x} ist eine Kardinalzahl“ nicht von diesem Typ sind. Daher spielen transitive Relativierungen, das heißt Relativierungen nach transitiven Prädikaten, eine wichtige Rolle in der Modelltheorie der Mengenlehre.